# Aliko Dangote

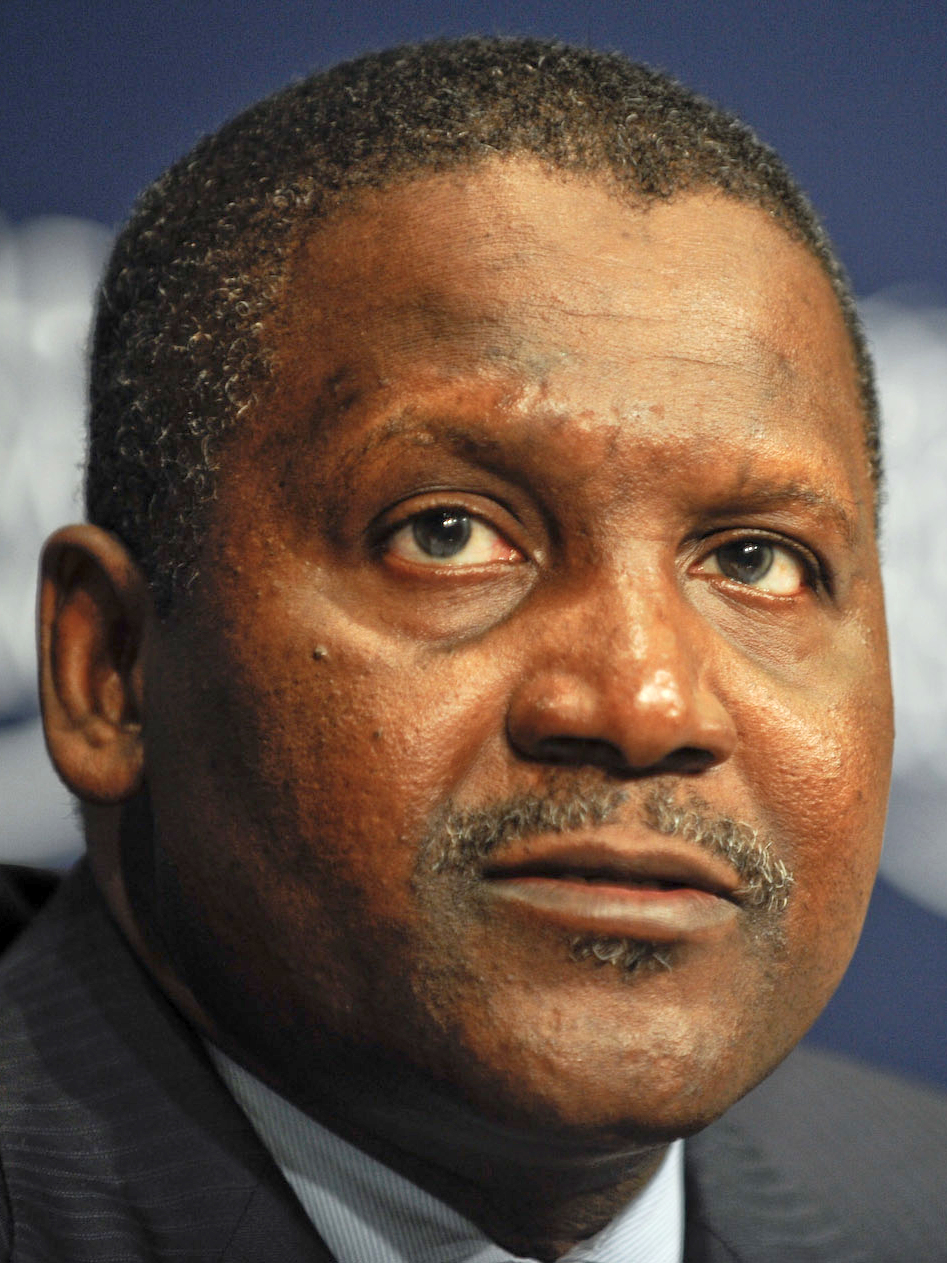
Aliko Dangote (2011)

Alhaji Aliko Dangote (* 10. April 1957 in Kano, Nigeria) ist ein nigerianischer Unternehmer. Der Multi-Milliardär galt im April 2022 als der reichste Mann Afrikas.

## Herkunft und Ausbildung
Dangote wurde als Sohn einer wohlhabenden Familie in Kano geboren. Er studierte Wirtschaftswissenschaft an der al-Azhar-Universität in Kairo und erreichte dort 1977 den akademischen Grad eines Bachelors.

## Unternehmerische Tätigkeiten
Nach dem Studium machte er sich in Nigeria im Zementhandel selbständig, zunächst in Kano, dann in Lagos. Dort befasste er sich vor allem mit Importgeschäften. 1981 gründete er das Unternehmen, aus dem sich die Dangote Group entwickelte. In den 1980er und 1990er Jahren diversifizierte er sein Handelsunternehmen, unter anderem im Lebensmittelbereich. In der zweiten Hälfte der 1990er Jahre transformierte er sein Unternehmen und konzentrierte sich seither auf die Produktion von Gütern, weniger auf den Handel. Der Aufstieg zum Milliardär begann 1999/2000 unter der zweiten Präsidentschaft von Olusegun Obasanjo mit dem Bau einer  Zuckerraffinerie und eines Zementterminals. Seitdem expandierte Dangotes Konzern, unter anderem ist er der größte Zementhersteller Afrikas, besitzt Produktionsstätten für Lebensmittel und hat Anteile an einem Mobilfunknetz sowie an Ölfeldern. Im März 2022 eröffnete Dangote in Lagos die größte Düngemittelfabrik Afrikas.

## Vermögen
Dangote galt im April 2022 als der reichste Mann Afrikas. Zu diesem Zeitpunkt schätzte Bloomberg sein Vermögen auf 18,5 Milliarden US-Dollar. 2016 betrug sein Vermögen 15,4 Milliarden US-Dollar.

## Philanthropie
Der Unternehmer gründete die Dangote Foundation, um mit dieser Stiftung wohltätige Zwecke zu fördern, unter anderem im Bereich der Hochschulen, der Mikrokredite und der Katastrophenhilfe. Zusammen mit der Bill & Melinda Gates Foundation beteiligt sie sich am Kampf gegen Polio in Nigeria. 2014 spendete die Dangote Group nach Angaben der nigerianischen Regierung 150 Millionen Naira (750.000 US-Dollar) zur Bekämpfung der Ebola-Epidemie.

## Privates
Dangote ist muslimischen Glaubens,  ist zweimal geschieden, hat drei Kinder und lebt in Lagos, wo auch sein Unternehmen den Sitz hat.

## Ehrungen
Im Jahr 2000 wurde er Officer of the Order of Niger, fünf Jahre später Commander of the Order of Niger. 2019 wurde Dangote in die American Academy of Arts and Sciences gewählt. Drei Jahre später wurde er mit dem Verdienstorden Nigers (Kommandeur) ausgezeichnet.